# 孙亚楠
孙亚楠（1992年9月15日—），辽宁凤城人，中国女子自由式摔跤运动员，赢得2012年世界摔跤锦标赛女子51公斤级银牌，2013年世界摔跤锦标赛女子51公斤级金牌。2016年获得里约奥运会女子自由式48公斤级铜牌。
2021年参加2020年东京奥运会获得50公斤级银牌。